# Tachinobia
Tachinobia är ett släkte av steklar. Tachinobia ingår i familjen finglanssteklar.
Kladogram enligt Catalogue of Life:
| Tachinobia | \| \| Tachinobia diopsisephila \| \| \| \| \| \| Tachinobia repanda \| \| \| \| \| \| Tachinobia zairensis \| \| \| \| |
|            | \| \| Tachinobia diopsisephila \| \| \| \| \| \| Tachinobia repanda \| \| \| \| \| \| Tachinobia zairensis \| \| \| \| |
|            | Tachinobia diopsisephila                                                                                               |
|            | |
|            | Tachinobia repanda |
|            | |
|            | Tachinobia zairensis                                                                                                   |
|            | |